# Stanislau Bazhkou
Stanislau Bazhkou, né le 4 novembre 1991 à Orcha , est un coureur cycliste biélorusse.

## Palmarès et résultats

### Palmarès par année
- 2009
  - Classement général de la Coupe du Président de la Ville de Grudziadz
- 2010
  - 6e étape de Pologne-Ukraine
- 2012
  - La Ciociarissima
  - Mémorial Matricardi Ippolito
  - 2e du Trofeo Banca Popolare di Vicenza
  - 3e du championnat de Biélorussie du contre-la-montre
  - 3e du Trofeo Mario Zanchi
  - 3e du Giro del Belvedere
  - 3e du Gran Premio Capodarco
- 2014
  - Trofeo Figros
  - 3e du Grand Prix de la ville d'Empoli
- 2015
  - 3e du Tour de Chine I
- 2016
  - 3e du Sharjah International Cycling Tour
- 2017
  - 3e étape de la Tropicale Amissa Bongo
  - Tour de Mersin :
    - Classement général
    - 1re étape

  - 3e étape du Tour du lac Qinghai
  - 2e du championnat de Biélorussie du contre-la-montre
  - 2e du Tour de Bulgarie-Sud
  - 3e du Grand Prix Adria Mobil
  - 3e du Tour de Fuzhou
- 2018
  -  Champion de Biélorussie sur route
  - 2e étape des Cinq anneaux de Moscou
  - 3e du Tour de Fatih Sultan Mehmet
- 2019
  - 1re étape du Tour de Kayseri
  - 2e de l'Horizon Park Classic
  - 3e de l'Horizon Park Race Maïdan
  - 3e du Odessa Grand Prix
  - 3e du Grand Prix Velo Erciyes
  - 3e du Tour d'Anatolie Centrale
- 2021
  -  Champion de Biélorussie sur route
  - 2e du championnat de Biélorussie du contre-la-montre
- 2022
  - 1re étape du Tour de Biélorussie
  - 3e du championnat de Biélorussie du contre-la-montre

### Classements mondiaux
| Année           | 2010 | 2011 | 2012 | 2013 | 2014 | 2015 |
| --------------- | ---- | ---- | ---- | ---- | ---- | ---- |
| UCI Europe Tour | 497e |      | 109e | 972e |      | 453e |
| UCI Asia Tour   |      |      |      |      |      | 86e  |